# Luis Burela
Luis Burela y Saavedra (Chicoana, Virreinato del Río de la Plata, 24 de agosto de 1779 - Chicoana, provincia de Salta, 1834) fue un hacendado y militar argentino, que inició la lucha independentista defensiva en el norte de su nuevo país, llamada habitualmente la guerra gaucha.

## Biografía
En 1809 fue alcalde de la ciudad de Salta, y al año siguiente apoyó la Revolución de Mayo al igual que su hermano Alejandro Burela, quien se sumó a los Voluntarios de Caballería de Salta. Era yerno de Calixto Gauna, el alcalde que escapó del gobernador salteño en 1810 y llevó la adhesión de Salta a la Primera Junta. Colaboró con el avance del Ejército del Norte hacia el Alto Perú en ese año y en 1813, brindando al mismo numerosos caballos y mulas, y capturando desertores. Poco antes de la batalla de Salta prestó servicios de espionaje y guerrillas contra los realistas.
En 1814 se produjo la segunda invasión realista a Salta, entre la segunda y tercera campañas al Alto Perú. Un domingo de febrero, a la salida de misa, Burela reunió a sus paisanos, quejándose de las depredaciones que hacía contra los nativos el ejército  del general realista Joaquín de la Pezuela. Los preparó para enfrentarlos, y acaudilló un ataque contra un escuadrón realista, al que capturó y quitó sus armas. Con sus gauchos y con esas armas formó un gran escuadrón de milicianos, con los que se puso a órdenes del jefe de una avanzada del Ejército del Norte establecida en Guachipas, el después coronel Apolinario Saravia. Ese fue el inicio de la llamada guerra gaucha. Dirigió las fuerzas que sitiaron Salta y obligaron a los realistas a replegarse.
Reconoció como su jefe a Martín Miguel de Güemes, un militar con mucha más experiencia, que lo ascendió a capitán. A partir de 1815 sirvió un tiempo a órdenes de Alejandro Heredia con su partida de gauchos. Apoyó el avance hacia el norte del Ejército del Norte, al mando de José Rondeau, y combatió a órdenes de Güemes en la batalla de Puesto del Marqués. Quedó a cargo de una guarnición en la Quebrada de Humahuaca.
Cuando Rondeau fue derrotado en la batalla de Sipe-Sipe, intentó defender Humahuaca del avance de la tercera invasión realista, y fue tomado prisionero. Permaneció en prisión por casi un año. Poco después también cayó preso el Marqués de Yavi, que no volvería. En 1816 se escapó de sus captores y se unió nuevamente a Güemes.
En abril de 1817 venció a los realistas en el combate de El Bañado, en que destruyó a la mitad del ejército enemigo, que había salido de Salta para reunir provisiones, y logró la muerte del coronel Sardina. Esta victoria obligó al enemigo a evacuar Salta. En 1818 fue ascendido a teniente coronel.
Durante todo ese tiempo, fue uno de los jefes destacados en la luchas contra los realistas, dirigidos por La Serna, Ramírez Orozco y Olañeta. Fue seriamente herido durante la defensa de Salta en 1820.
En 1821 acompañó a Güemes y Heredia en su campaña contra el gobernador – titulado "presidente" – Bernabé Aráoz, de la provincia de Tucumán, que terminó en una absurda derrota. Estaba junto a Güemes cuando éste murió, y ayudó a Vidt y Gorriti a expulsar a Olañeta. Siguió en el ejército, por lo menos hasta el final de la guerra en el Alto Perú, llegando al grado de coronel.
Se retiró después a la vida privada, y se dedicó a tareas rurales en su finca de Chicoana. Excepto por la revolución de 1827, en la que no participó, esa región estuvo libre de guerras civiles por largo tiempo, y no fue molestado.
Falleció en Chicoana en 1834. Esta enterrado en el Cementerio de La Plata.
La localidad de Luis Burela en la provincia  de Salta, recuerda al iniciador de la guerra gaucha.